# Hilde Loewe-Flatter
Hilde Loewe-Flatter, ursprünglich Hilda Löwi (* 8. Juli 1895 in Wien; † 15. April 1976 in London), war eine österreichische Pianistin und Komponistin, die unter dem Pseudonym Henry Love arbeitete.

## Leben
Hilde Loewe wurde als Tochter des jüdischen Kaufmanns Ernst Löwi und seiner Frau Szeréne in Wien geboren. Ihr Studium an der Akademie für Musik und Darstellende Kunst in Wien absolvierte sie mit Auszeichnung. Zunächst arbeitete Hilde Loewe als Pianistin, bis sie sich zunehmend der Klavierbegleitung zuwandte. Zu ihren wichtigsten künstlerischen Verbindungen zählte die Zusammenarbeit mit dem Burgschauspieler Raoul Aslan, mit dem sie Konzert- und Chansonabende gab. Aslan war es auch, der sie ermunterte zu komponieren, weshalb Loewe ihm ihre erste veröffentlichte Komposition Das alte Lied widmete, die der Wiener Bohème Verlag im Jahr 1927 verlegte. In diesem Jahr wählte Loewe auf Anregung ihres Verlags auch ihr männliches Pseudonym Henry Love. Von 1928 bis 1932 komponierte Henry Love noch weitere erfolgreiche Chansons und schrieb teilweise auch die Texte dazu.
1934 heiratete Hilde Loewe den Wiener Bühnenbildner und Maler Joseph Otto Flatter, mit dem sie im selben Jahr nach Großbritannien emigrierte. Nach Kriegsende erhielt sie dort eine Arbeitserlaubnis als Repetitorin, Chorleiterin und Klavierbegleiterin und im Jahr 1947 schließlich die britische Staatsbürgerschaft. Aus dem Konzertleben zog sich Loewe-Flatter bis auf vereinzelte Auftritte zunehmend zurück. Im April 1976 verstarb Loewe-Flatter im Alter von 80 Jahren in London.

## Werke
- 1927: Das alte Lied
- 1927: Du kannst mich nicht zwingen
- 1927: Verklungen
- 1928: Madelon! Dunkel wie die Nacht
- 1929: Spät kam Dein Brief
- 1930: Du hast mich längst vergessen
- 1930: Komm’ mir nicht mit Liebe
- 1931: Gianitta
- 1931: Es kam das Glück zu mir
- 1934: Wenn der Soldat seinen Ausgang hat
- 1935: Gestatten Sie mir, mein Fräulein
- 1937: Es erzählen die Geigen, was Frauen verschweigen
- Undatiert: Der Fensterputzer von Monte-Carlo